# Aulosepalum
Aulosepalum là một chi thực vật có hoa thuộc họ Lan. Chi này gồm 8 loài bản địa của México và Trung Mỹ.
1. Aulosepalum hemichrea (Lindl.) Garay - Oaxaca, Chiapas, El Salvador, Guatemala, Honduras, Nicaragua
2. Aulosepalum nelsonii (Greenm.) Garay - Michoacán, Oaxaca
3. Aulosepalum oestlundii (Burns-Bal.) Catling - Guerrero
4. Aulosepalum pulchrum (Schltr.) Catling - Guatemala và nam México
5. Aulosepalum pyramidale (Lindl.) M.A.Dix & M.W.Dix - từ trung México đến Costa Rica
6. Aulosepalum ramentaceum (Lindl.) Garay - Tamaulipas, San Luis Potosí
7. Aulosepalum riodelayense (Burns-Bal.) Salazar - Oaxaca
8. Aulosepalum tenuiflorum (Greenm.) Garay - Morelos, Guerrero